# Wernscheid
Wernscheid ist ein Ortsteil der Gemeinde Marienheide im Oberbergischen Kreis in Nordrhein-Westfalen.

## Lage und Beschreibung
Der Ort liegt im Nordosten von Marienheide an der Lingesetalsperre. Der Lingesebach fließt durch den Ort und mündet südlich von Wernscheid in die Talsperre. Nachbarorte sind der zu Kierspe gehörende Ort Benninghausen sowie die auf dem Gemeindegebiet von Marienheide liegenden Orte Lambach, Linge, Höfel und Kattwinkel.

## Geschichte
Um das Jahr 1422 wurde der Ort erstmals unter der Bezeichnung „Wernschede“ genannt.

## Wandern
Der Ortswanderweg A2 führt durch Wernscheid.

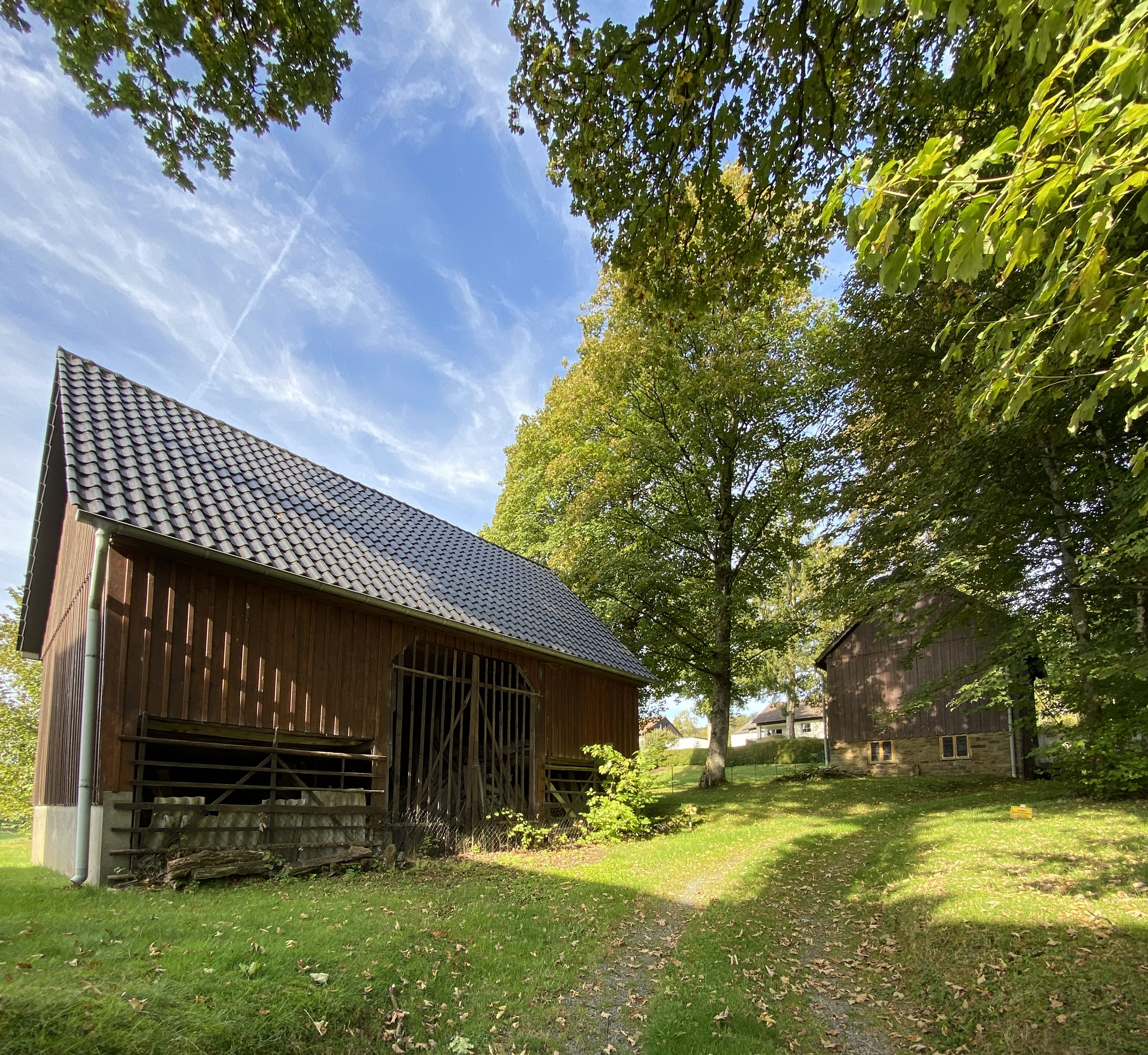
Holzscheunen bei Wernscheid 12

## Busverbindungen
Über die Haltestelle Kattwinkel / Wernscheid Abzweig der Linie 399 (VRS/OVAG) ist Wernscheid an den öffentlichen Personennahverkehr angebunden.